# Corybantes atrata
Corybantes atrata är en fjärilsart som beskrevs av Johannes Karl Max Röber 1931. Corybantes atrata ingår i släktet Corybantes och familjen Castniidae. Inga underarter finns listade i Catalogue of Life.